# Syntomaula cana
Syntomaula cana är en fjärilsart som beskrevs av Sigeru Moriuti 1977. Syntomaula cana ingår i släktet Syntomaula och familjen fransmalar. Inga underarter finns listade i Catalogue of Life.